# Adolf Bauer (Althistoriker)
Adolf Bauer (* 5. März 1855 in Prag; † 13. Jänner 1919 in Wien) war ein österreichischer Althistoriker.

## Leben
Adolf Bauer, der aus einer egerländischen Landwirtsfamilie stammte, studierte Geschichte an der Universität Wien, wo ihn besonders Max Büdinger prägte. Nach der Promotion zum Dr. phil. (1876) vertiefte er seine Studien an den Universitäten Bonn (bei Arnold Dietrich Schaefer) und Berlin und hielt sich als Privatlehrer adeliger Familien in Kairo und Venedig auf. 1880 habilitierte er sich an der Universität Graz für Geschichte des Altertums und wurde 1884 zum außerordentlichen Professor ernannt. Mit seiner Ernennung zum Ordinarius (1891) wurde er zum ersten Lehrstuhlinhaber dieses Faches an der Universität. Zur Ausbildung seiner Studenten begründete er die althistorische Abteilung des Historischen Seminars und richtete einen paläografischen Apparat ein.
Adolf Bauer verbrachte trotz mehrerer Rufe deutscher Universitäten fast seine ganze Laufbahn an der Universität Graz. In den Jahren 1895/1896 und 1903/1904 war er Dekan der philosophischen Fakultät, im Jahr 1910/1911 Rektor der Universität. Für seine wissenschaftlichen Leistungen erhielt er reiche Anerkennung: Er wurde zum Hofrat ernannt und von der Kaiserlichen Akademie der Wissenschaften zu Wien zum korrespondierenden Mitglied gewählt. 1916 nahm Bauer einen Ruf an die Universität Wien an. Er starb jedoch wenige Jahre später. Er wurde am Wiener Zentralfriedhof bestattet.

## Schriften (Auswahl)
- Die Entstehung des herodotischen Geschichtswerkes: Eine kritische Untersuchung. Wien 1878. (Digitalisat in der Digitalen Bibliothek Mecklenburg-Vorpommern)
- Themistokles. Studien und Beiträge zur griechischen Historiographie und Quellenkunde. Merseburg 1881
- Die Kyros-Sage und Verwandtes. In: Sitzungsberichte der philologisch-historischen Classe der kaiserlichen Akademie der Wissenschaften zu Wien. Band 100 (1882), S. 495–579
- Plutarchs Themistokles für quellenkritische Übungen. Leipzig 1884
- mit Georg Busolt und Iwan von Müller: Die griechischen Staats-, Kriegs- und Privataltertümer. Nördlingen 1887 (Handbuch der Altertumswissenschaft 4,1). Zweite Auflage, München 1893
- Die Schlacht bei Issos. In: Alfred Hölder (Hrsg.): Jahreshefte des Österreichischen Archäologischen Institutes in Wien, Bd. 2. Erstes Heft mit 118 Textfiguren, Wien 1899, S. 105–128.
- Lehrbuch der Geschichte des Altertums für die oberen Klassen der Gymnasien. Wien 1903 (zahlreiche Nachdrucke)
- mit Josef Strzygowski: Eine Alexandrinische Weltchronik. Text und Miniaturen eines griechischen Papyrus der Sammlung W. Goleniščev. Wien 1905
- Ursprung und Fortwirken der christlichen Weltchronik. Graz 1910
- Vom Griechentum zum Christentum. Leipzig 1910. Zweite Auflage, herausgegeben von Wilhelm Bauer, Leipzig 1923
- Vom Judentum zum Christentum. Leipzig 1917